# Атанасиос Гениос
Атанасиос (Танасис) Гениос (на гръцки: Αθανάσιος, Θανάσης Γκένιος) е гръцки революционер, деец на комунистическата съпротива през Втората световна война.

## Биография
Гениос е роден в 1910 година в македонската паланка Долна Джумая. В 1940 година взима участие в Итало-гръцката война като командир на 3 рота на 6 планински артилерийски полк на 6-а сярска дивизия. След разгрома на Гърция от Германия през април 1941 година, е сред първите, които организират и оглавяват нелегалното съпротивително движение и под псевдонима Ласанис застава начело на партизанския отряд „Одисеас Андруцос“, действащ в района на Орсовата планина (Кердилия). В началото на септември 1941 година партизаните от отряд „Одисеас Андруцос“, командван от Гениос и заместника му Периклис Стаматопулос, разоръжават жандармите в селата Кучос (Евкарпия) и Мунух (Мавроталаса), а на 27 септември и жандармите в Ежово (Дафни). Тези събития водят до клането в селата Горно и Долно Крушево.
Името на Гениос носи улица в Сяр.